# Bila (Ternópil)
Bila (ucraniano: Бі́ла; polaco: Biała) es un municipio rural de Ucrania, perteneciente al raión de Ternópil en la óblast de Ternópil.
El municipio, con una población total de unos diez mil habitantes, incluye tanto el pueblo de Bila (de unos tres mil habitantes) como nueve pedanías. El municipio se fundó en 2018 mediante la fusión de los hasta entonces consejos rurales de Bila, Velyki Hlýbochok, Ivachiv Dolishni, Ihrovytsia, Plotycha y Chystýliv. Además de estos seis pueblos, pertenecen al actual municipio otros cuatro: Dítkivtsi, Iváchiv Horishni, Mshanets y Jomivka.
Se conoce la existencia del pueblo desde la segunda mitad del siglo XVI, en un documento del magnate polaco Konstanty Wasyl Ostrogski, donde se registraron los campos que en aquella época pertenecían a Tarnópol. En 1884, Oleksander Barvinsky impulsó aquí uno de los principales centros culturales de la zona. En 1912 se estableció en Bila el primer aeródromo de Ternópil, donde se hicieron algunas de las primeras demostraciones de vuelo de la actual Ucrania. Hasta la creación del actual municipio en 2018, el pueblo formaba por sí solo un consejo rural.
Se ubica en la periferia septentrional de la capital regional Ternópil, en la salida de la ciudad de la carretera P39 que lleva a Brody. El pueblo está separado de la capital por la estación de ferrocarril de Ternopil-Vantazhnyi y el polígono industrial colindante.